# Louis-Sébastien Lebrun
Louis-Sébastien Lebrun   (París, 10 de desembre de 1764 - París, 27 de juny de 1829) fou un cantat i compositor d'òpera francès.
Fou infant de cor de Notre-Dame de París. Després el 1783 desenvolupà el càrrec de mestre de capella de l'Abadia de Sant Germà d'Auxerre. El 1787 debutà com a cantant en l'Òpera, però ni aquí ni en el Théâtre Feydeau tingué com a cantant grans èxits. per contra, fou nomenat director de cant de l'Òpera, i després en la capella de Napoleó, on fou tenor el 1807.
Va compondre òperes d'un sol acte, de les quals se'n representaren 14; la titulada Le Rossignol assolí més de 100 representacions, mercès al talent de la cantant Himm i del flautista Fulou. També va compondre música religiosa, entre la qual figura un Te Deum.
Entre les seves produccions, a més de les ja citades, figuren; L'art d'aimer ou l'amour au village (1780), Ils ne sabent pas lire (1791); Eleonore et Dorval (1800); Le petites aveugles de Francoville (1802); Emilie et Melcour (1797); Un moment d'errer, etc.